# Министерство природных ресурсов и экологии Российской Федерации
Министерство природных ресурсов и экологии Российской Федерации (Минприроды России) — федеральный орган исполнительной власти Российской Федерации, осуществляющий государственное управление в сфере природопользования, охраны окружающей среды и обеспечения экологической безопасности.

## История
Перечисленные функции исполняли:
До 1988 года Министерство геологии СССР.
В 1988—1991 годах Государственный комитет СССР по охране природы (Государственный комитет РСФСР по охране природы)
В 1990—1991 годах Государственный комитет РСФСР по экологии и природопользованию
В 1991 году Министерство природопользования и охраны окружающей среды СССР (Министерство экологии и природопользования РСФСР)
В 1991—1992 годах Министерство экологии и природных ресурсов Российской Федерации
В 1992—1996 годах Министерство охраны окружающей среды и природных ресурсов Российской Федерации
В 1996—2000 годах Государственный комитет Российской Федерации по охране окружающей среды
В 2000—2008 годах Министерство природных ресурсов Российской Федерации
В 2008 году Указом президента Российской Федерации от 12 мая 2008 года № 724 Министерство преобразовано в «Министерство природных ресурсов и экологии Российской Федерации».

## Полномочия
Министерство природных ресурсов и экологии Российской Федерации самостоятельно осуществляет правовое регулирование, а также разрабатывает и представляет в Правительство России проекты федеральных конституционных законов, федеральных законов и актов Президента России и Правительства России по следующим вопросам:
- геологическое изучение, рациональное использование и охрана недр;
- использование, охрана, защита лесного фонда и воспроизводство лесов;
- использование и охрана водных объектов;
- эксплуатация водохранилищ и водохозяйственных систем комплексного назначения, защитных и других гидротехнических сооружений (за исключением судоходных гидротехнических сооружений) и обеспечение их безопасности;
- охрана, использование и воспроизводство объектов животного мира и среды их обитания;
- особо охраняемые природные территории;
- охрана окружающей среды и обеспечение экологической безопасности;
- охрана атмосферного воздуха;
- обращение с отходами производства и потребления (за исключением радиоактивных);
- совершенствование экономического механизма регулирования природопользования и охраны окружающей среды.

## Министры
- Козлов Александр Александрович (с 10 ноября 2020)
- Кобылкин Дмитрий Николаевич (18 мая 2018 — 9 ноября 2020; и. о. 15—21 января 2020)
- Донской Сергей Ефимович (21 мая 2012 — 18 мая 2018)
- Трутнев Юрий Петрович (9 марта 2004 — 8 мая 2012)

## Подведомственные службы и агентства

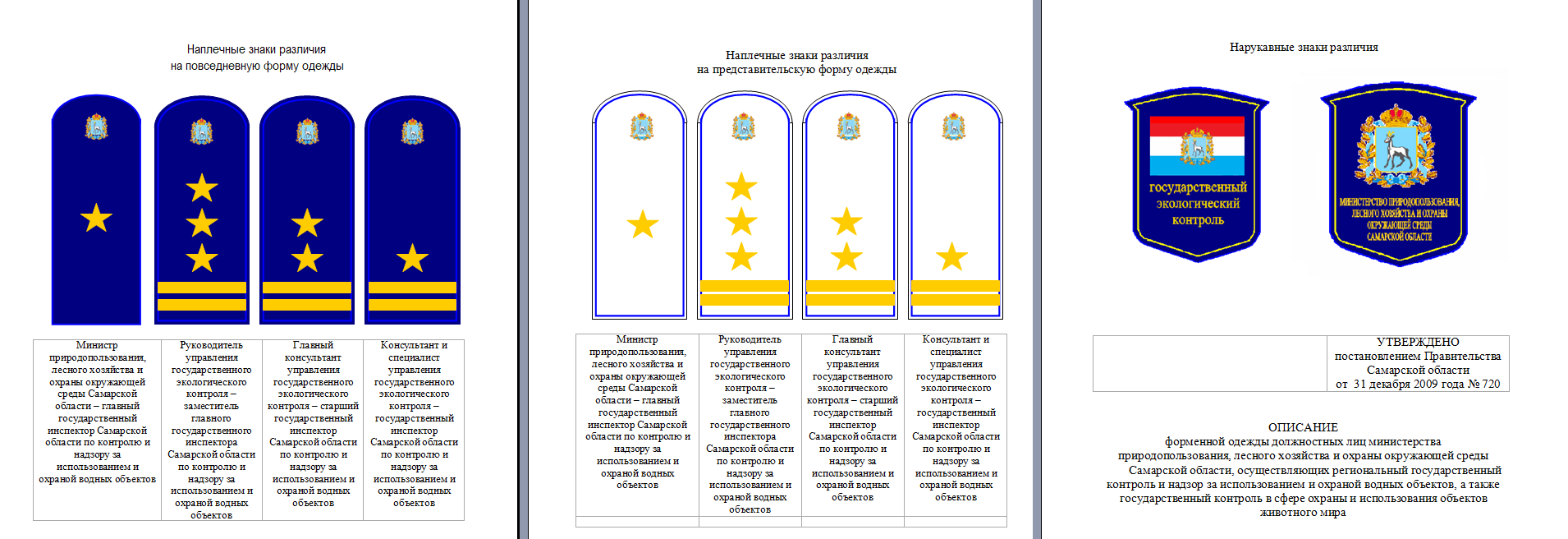
Знаки отличия Минприроды Самарской области

- Федеральная служба по надзору в сфере природопользования (Росприроднадзор)
- Федеральная служба по гидрометеорологии и мониторингу окружающей среды (Росгидромет)
- Федеральное агентство водных ресурсов (Росводресурсы)
- Федеральное агентство по недропользованию (Роснедра)
- Федеральное агентство лесного хозяйства (Рослесхоз)

## Деятельность министерства

### Форменная одежда
Распоряжением Совета министров РСФСР № 1055-р от 21 ноября 1989 года и приказом от 28 сентября 1992 года № 216 министр экологии и природных ресурсов Российской Федерации В. И. Данилов-Данильян для сотрудников министерства ввёл форменную одежду с погонами, петлицами и знаками различий. В 1998 году министр В. П. Орлов приказом от 22 июля 1998 года № 183 утвердил новую форменную одежду В 2003 году министром В. Г. Артюховым ношение форменной одежды (кроме федеральных служб) сотрудниками федерального министерства было упразднено..
В 2019 году Постановлением Правительства Российской Федерации от 30 апреля 2019 года № 544 «О внесении изменения в Положение о Министерстве природных ресурсов и экологии Российской Федерации» министерству было разрешено разрабатывать и утверждать образцы знаков различия и форменной одежды, а также порядок её ношения.

### Сотрудничество синновационным центром «Сколково»
В сентябре 2011 года Фонд «Сколково», некоммерческие партнёрства «Центр экологической сертификации — зелёные стандарты» и «Совет по экологическому строительству» под эгидой Минприроды РФ подписали соглашение о сотрудничестве, в рамках которого при создании инновационного города «Сколково» планируется использовать стандарты «зелёного» строительства.
Министерство также проводит экоконтроль на предприятиях России.

## Критика
Бывший заместитель директора Департамента государственной политики и регулирования в сфере охраны окружающей среды Минприроды России Всеволод Степаницкий считает, что негативные тенденции в сфере государственного управления федеральной системой особо охраняемых природных территорий (ООПТ) в 2016 году стали приобретать признаки коллапса. Система заповедников и национальных парков начинает всё больше восприниматься не как непреходящая ценность, созданная усилиями тысяч людей на протяжении века, а как пожалованный феод.
Минприроды России не в состоянии:
- обеспечить действенный контроль за деятельностью подведомственных учреждений, осуществляющих управление ООПТ;
- претворить в жизнь ряд ранее нереализованных конструктивных идей и предложений в сфере ООПТ (в том числе в области сохранения биоразнообразия, развития научных исследований, экологического мониторинга, экологического просвещения, познавательного туризма);
- наладить систему повышения профессиональной квалификации штатного персонала ООПТ;
- организовать систему методического обеспечения деятельности подведомственных ФГБУ и оказания им консультативной помощи;
- завершить начатую ещё 8 лет назад масштабную работу по приданию индивидуальным положениям о федеральных ООПТ статуса полноценных нормативных правовых актов;
- системно решать вопросы создания новых охранных зон заповедников и национальных парков в соответствии с изменившимся законодательством[8].